# Ecaterina Nazare
Ecaterina Nazare (n. 27 martie 1953, Valea Ursului, județul Neamț) este actriță română de film, radio, teatru, televiziune și voce.

## Biografie
În 1980 a absolvit Institutul de Artă Teatrală și Cinematografică „Ion Luca Caragiale” din București la clasa profesorilor Ion Caramitru, Beate Fredanov și Sanda Manu. Actriță la Teatrul Național Craiova (1980-1981), Teatrul ”Toma Caragiu” Ploiești (1981-1990), Teatrul Național ”I.L. Caragiale” București (1990-prezent).

## Filmografie
- Lișca (1984) - Lișca
- Pas în doi (1985)
- Punct... și de la capăt (1987)
- Umbrele soarelui (1988)
- Timpul liber (1993)

- Umilință (2011) - Mama Marcela
- Weekend cu mama (2009) - Elena
- Bomboane de ciocolată (2007)
- Cu un pas înainte (2007) - Mirela Crăciun
- Happy End (2006)
- Binecuvântată fii, închisoare (2002) - Deținut
- Corul Pompierilor (2000) - mama
- Mariana (1998)
- Sanda (1990)
- Cântec în zori (1987) - Mama
- Bătălia din umbră (1986)
- Clipa de răgaz (1986)
- Cineverite (1980)

## Teatru

### Teatrul Național București (TNB)[3]
- personajul Mihaela - Încă-i bine de Rodica Popescu Bitănescu, regia Rodica Popescu Bitănescu, 2008
- personajul Beatrice - Vedere de pe pod de Arthur Miller, regia Vladimir Ilnițchi, 2004
- personajele Sofia Moroz, Zoia Bruk - Povestiri din zona interzisă, regia Tudor Țepeneag, 2004
- Bacantele de Euripide, regia Mihai Măniuțiu, 1997
- Parcul de Botto Straus, regia Tudor Țepeneag, 1995
- Casa Bernardei Alba de Federico Garcia Lorca, regia Felix Alexa, 1994
- Shakespeare - sonete, regia Mihai Manolescu
- Orfeu în infern de Tennessee Williams, regia Mihai Manolescu
- personajul Orseta - Gâlcevile din Chioggia de Carlo Goldoni, regia Dana Dima
- Scrisoarea I de Mihai Eminescu, regia Mihai Manolescu
- personajul Varvara - Morișca de Ion Luca, regia George Motoi, 1991
- Audiția după Michael Bennett]], regia Andrei Șerban, 1990
- Andromaca - Troienele - O tragedie greacă după Euripide și Seneca, regia Andrei Șerban, 1990
- personajul Liz Morden - Cine are nevoie de teatru? de Timberlake Wertenbaker, regia Andrei Șerban, 1990
- personajul Mița Baston - D'ale carnavalului de I.L. Caragiale, regia Sanda Manu, 1984

### Teatrul „Toma Caragiu”, Ploiești (1981 - 1990)
- Don Juan, regia Dragoș Galgoțiu
- D'ale carnavalului, regia Dragoș Galgoțiu
- Acești îngeri triști de D.R. Popescu, regia Dragoș Galgoțiu
- Pensiunea doamnei Olimpia de Ion Dumitru Șerban, regia Victor Ioan Frunză
- Woyzeck de Georg Büchner, regia Aurel Manea

### Turnee
- Trilogia antică - Paris, Milano, Sao Paolo, Edinburg, Atena, Torun
- Casa Bernardei Alba - Salonic, Grecia
- Bacantele - Trabzon (Turcia), Paphos (Cipru)